# بانوميفين
بانوميفين (بالإنجليزية:Panomifene) (INN ، رموز التطوير GYKI 13504 و EGIS 5650) هو مُعدِّل مستقبلات هرمون الاستروجين الانتقائي غير الستيرويدي (SERM) لمجموعة ثلاثي فينيل إيثيلين المرتبط بتاموكسيفين الذي كان قيد التطوير كعامل مضاد للأورام بواسطة شركة إيجيز للصناعات الدوائية ومعهد أبحاث الأدوية إيفاكس (IVAX) في التسعينيات من القرن الماضي. علاج سرطان الثدي ، ولكن لم يتم تسويقه أبدًا. وصلت إلى المرحلة الثانية من التجارب السريرية قبل إنهاء التطوير. تم وصف العقار عام 1981.